# Axel Lillie

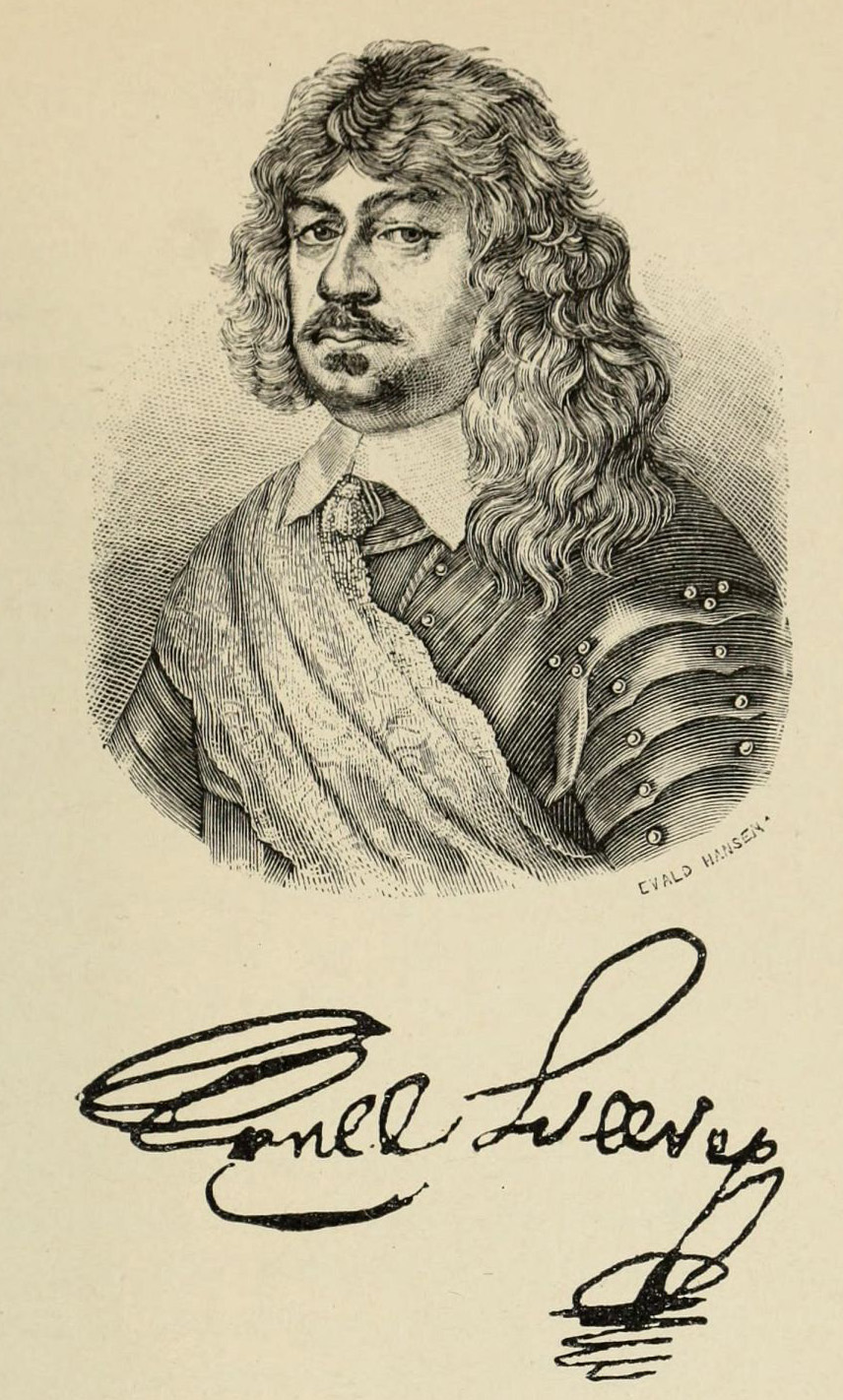
Axel Lillie.

Axel Lillie, född 23 juli 1603 på Berga i Högsby socken, Kalmar län, död 20 december 1662 på Lövstad i Kimstads socken, Östergötland, var en svensk friherre (1651) och greve (1652), militär, viceguvernör i Pommern 1643, riksråd 1648, generalguvernör i Pommern 1652, fältmarskalk 1657, generalguvernör i Livland 1661, grundare och ägare av Lövstads slott.

## Biografi
Axel Lillie blev page hos Gustav II Adolf år 1619, inskrevs 1623 som student vid Leidens universitet och följde kungen på fälttågen i Livland, Polen och Preussen, varvid han gjorde snabb karriär med avancemang från fänrik till överste på fyra år. 1630 blev han överste vid ett värvat regemente, medföljde samma år svenska armén till Tyskland, deltog 1631 verksamt i erövringen av Würzburg samt fick vid stormningen av Mainz den 12 december samma år sitt vänstra ben avskjutet vid knät, varefter han nödgades använda träben, men kvarstannade ändå i krigstjänst. Enligt en anekdot träffade en kula några år därefter detta träben. Lillie ska då leende ha sagt: ”Det var väl det andra benet du menade?”
När stilleståndet med Polen blev förlängt 1635, fick Lillie befallning att tillsammans med Lennart Torstensson föra de svenska trupperna från Danzig till Pommern. I detta sammanhang blev han utnämnd till överste för Västgöta ryttare. Befordrad till generalmajor 1638, blev han också viceguvernör i Vorpommern och kommendant i Stralsund samt utnämndes 1641 till guvernör i hela Pommern. Här gjorde han sig dock genom sin högdragenhet och sin häftighet föga omtyckt, och i ett brev av den 27 juli 1641 kritiserades han av regeringen. Han "förnötte tiden och försatte rikets tjänst med onödiga dispyter över förment höghet, men själv ej tog tillfället i akt att sig utmärka, utan då något av vikt skall sättas i verket, utskickade en yngling eller en karl av ingen conduite, varigenom allt lovligt förehavande måste falla i brunnen."
Torstensson kallade honom också från Pommern till tjänstgöring vid huvudhären och i slaget vid Leipzig 1642 anförde han Östgöta fotfolk, som utgjorde mitten av andra linjen. Efter segern blev han utnämnd till viceguvernör i Leipzig och Meissen, med bibehållande av sitt guvernörsämbete i Pommern jämte därtill hörande avlöning. Lillie trivdes dock bättre i Pommern än i Leipzig och reste därför egenmäktigt till Stralsund. ”Genom denna sin obetänksamma och otidiga resa”, skrev regeringen i juli 1643 till Torstensson, ”haver han satt våra saker i Meissen i fara”, varför han allvarligen ålades att genast återvända till Leipzig.
Denna självrådighet uppvägdes emellertid av flera förtjänster. Man erkände att Lillie väl förstod att göra sig åtlydd och han stod i högt anseende för mod och krigskunskap. För övrigt var han bland de svenska befälhavarna inte den, som minst tillgodosåg sig. Enbart vid Würzburgs erövring skall han ha tillskansat sig 80 000 riksdaler och av de rikedomar som han under tyska kriget förvärvat byggde han ett praktfullt slott på sin fäderneegendom Lövstad i Östergötland.
I april 1648 blev Axel Lillie riksråd och 1651 friherre, med Kides pogost i Keksholms län till friherreskap. Samma år utnämndes han till krigsråd och det följande till rikskammarråd, då han även blev greve till Lillienborg, med några gårdar i Halland till grevskap. Under året 1652 blev han även generalguvernör i Pommern. Av Karl X Gustav befordrades han till general 1654 och blev guvernör i Halland 1655, men trivdes i allmänhet bättre på sitt Lövstad än att ligga i delo med hallänningarna, som inte sällan klagade över hans våldsamma sätt att gå till väga. 
När man 1656 befarade ett anfall från Danmark och Axel Lillie åter satt i godan ro på sitt Lövstad, fick han rådets befallning att skynda till Halland för att där ordna försvarsanstalterna. Lillie skyllde på sjuklighet och bad att få sända en annan i sitt ställe, men fick till svar, att han skulle begiva sig dit, även om han måste låta bära sig på bår. Trots detta stannade Lillie där han var, och då hotade rådet att avsätta honom, varefter han äntligen företog den anbefallda resan. Konungen skilde honom emellertid från guvernörskapet i Halland och utnämnde Erik Stenbock till hans efterträdare, men gjorde i stället Axel Lillie till fältmarskalk. Efter Karl X Gustavs död blev Axel Lillie generalguvernör i Livland, men synes även sedermera ha, så ofta han kunnat, vistats på sitt Lövstad, där han också dog den 20 december 1662.
Med sin hustru Christina Mörner (1610–1663), som han gifte sig med 1630 på slottet Tre Kronor i Stockholm hade han flera barn, bland vilka tre söner (bland dem Axel Axelsson Lillie och Gustaf Lillie och en dotter överlevde honom, men redan med hans sonson Gustaf Adam, som stupade i slaget vid Poltava 1709, utdog den grevliga släkt, som blivit grundad av Axel Lillie.